# Šuja
Šuja – wieś (obec) na Słowacji położona w kraju żylińskim, w okręgu Żylina. Pierwsze wzmianki o miejscowości pochodzą z roku 1393. Pierwsi mieszkańcy przybyli z Polski
Według danych z dnia 31 grudnia 2010, wieś zamieszkiwało 313 osób, w tym 153 kobiet i 160 mężczyzn.
W 2001 roku rozkład populacji względem narodowości i przynależności etnicznej wyglądał następująco:
- Słowacy – 99,30%
- Czesi – 0,30%
- Morawianie – 0,30%